# The Body Acoustic
The Body Acoustic è un album di Cyndi Lauper, pubblicato nel 2005.
Cyndi Lauper si cimenta con alcuni brani scelti dal suo repertorio, come suggerisce il titolo dell'album, in maniera semi acustica.
L'arrangiamento in sé adottato per le canzoni, da il sapore un po' rétro, ed in un certo senso anche folk all'album.
Cyndi Lauper è accompagnata in questo progetto insolito, affatto banale, da Adam Lazzara (Money Changes Everything), Shaggy (All Through The Night), Sarah McLachlan (Time After Time e Water's Edge), Puffy AmiYumi (Girls Just Want to Have Fun), Ani DiFranco e Vivian Green (Sisters Of Avalon).
Above The Clouds è uno dei due brani inediti inseriti nell'album, scritto ed interpretato da Cyndi Lauper, insieme a Jeff Beck che ha scritto, in origine, la melodia accompagnandosi solo con la chitarra.
Above The Clouds si aggiunge alla lista delle canzoni che molti gruppi ed artisti musicali nel corso degli anni hanno scritto e dedicato alla memoria di Matthew Shepard.
I'll Be Your River è il secondo inedito presente nell'album, ed è cantato insieme a Vivian Green.
Cyndi Lauper reinterpreta inoltre She Bop, Shine, True Colors e Fearless.

## Tracce
1. Money Changes Everything con Adam Lazzara - 5:14 (Tom Gray)
2. All Through The Night con Shaggy - 4:40 (Jules Shear)
3. Time After Time con Sarah McLachlan - 4:17 (Cyndi Lauper - Rob Hyman)
4. She Bop - 4:16 (Cyndi Lauper - Steve Lunt - George Corbett - Rick Chertoff)
5. Above The Clouds con Jeff Beck - 3:57 (Cyndi Lauper - Jed Leiber - Jeff Beck)
6. I'll Be Your River con Vivian Green - 4:47 (Cyndi Lauper - Tom Hammer)
7. Sister Of Avalon con Ani DiFranco e Vivian Green - 5:27 (Cyndi Lauper e Jan Pulsford)
8. Shine - 3:32 (Cyndi Lauper - William Wittman)
9. True Colors - 4:10 (Tom Kelly - Billy Steinberg)
10. Water's Edge con Sarah McLachlan - 4:48 (Cyndi Lauper - Rob Hyman)
11. Fearless - 4:07 (Cyndi Lauper)
12. Girls Just Want to Have Fun con Puffy Ami Yumi - 3:01 (Robert Hazard)

## Dual Disc
The Body Acoustic è stato edito principalmente in Dual Disc. Negli Stati Uniti è stato pubblicato e reso disponibile anche in versione CD.

### Lato del DVD
- The Body Acoustic in Enhanced Stereo;
- Video di: Above The Clouds; Shine; She Bop; Money Changes Everything con Adam Lazzara;
- Behind The Scenes (Kinda Sorta).

Le performance sono state filmate il 22 agosto 2005 al Governor's island di New York.